# Jaderný výbuch

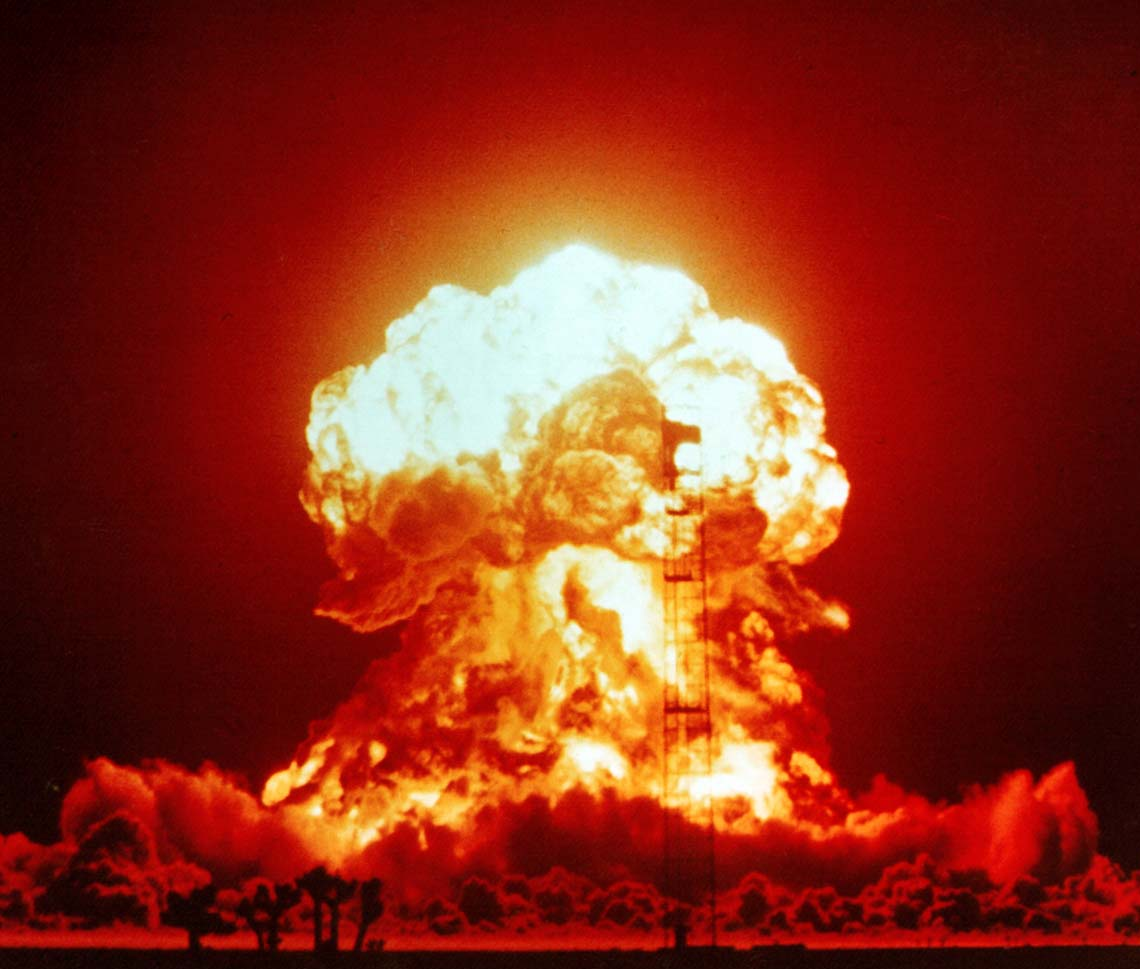
Jaderný výbuch v rámci amerických testů ze dne 18. dubna 1953, Nevada Test Site

Jaderný výbuch je důsledkem prudkého uvolnění energie ze záměrně rychlé jaderné reakce. Jadernou reakcí může být štěpná reakce, jaderná fúze, nebo několikafázová kombinace obou. Dosud bylo vždy k zahájení jaderné fúze použito štěpné reakce, čistě fúzní výbuch je zatím fikcí.
Atmosférické jaderné výbuchy jsou spojovány s „atomovým hřibem“, i když samotný hřib může vzniknout i při velkých chemických explozích. Jsou možné i jaderné exploze bez hřibu. Nukleární výbuch produkuje značnou radiaci a množství radioaktivního odpadu.

## Historie
K prvnímu člověkem způsobenému jadernému výbuchu došlo dne 16. července 1945 na poušti Jornada del Muerto v Novém Mexiku, USA. Šlo o výbuch testovacího zařízení implozního plutoniového typu zvaného „The Gadget“ v rámci testu Trinity, jenž směřoval k vývoji jaderné bomby. Uvolněná energie se odhaduje na 20 kilotun TNT (84 TJ).
Ještě tentýž rok 6. srpna a 9. srpna byla jaderná bomba použita ve válečném konfliktu.
Od roku 1945 došlo k více než 2 000 testovacím jaderným výbuchům.
V roce 1964 podepsaly všechny jaderné a mnoho nejaderných států smlouvu omezující testování jaderných zbraní. Zavázaly se, že upustí od zkoušek jaderných zbraní v zemské atmosféře, pod vodou a ve vesmírném prostoru. Povoleny zůstaly jaderné zkoušky pod zemí.
Podzemní testy nadále probíhaly v SSSR (do roku 1990), ve Velké Británii (do roku 1991), v USA (do roku 1992) a ve Francii a Číně (do roku 1996). Indie a Pákistán provedly své dosud poslední jaderné výbuchy v roce 1998.
Zatím poslední jaderný výbuch nastal v září 2017 v Severní Koreji, kdy šlo opět o test.

Celkový počet jaderných výbuchů v letech 1945-2018

## Účinky jaderného výbuchu
Energie uvolněná detonací jaderné zbraně v troposféře lze rozdělit do čtyř kategorií:
- rázová vlna výbuchu 40–50 %,
- tepelné záření 30–50 %,
- ionizující záření 5–10 %,
- zbytkové záření 5–10 %

Bezprostředně po výbuchu se rychlostí světla šíří silné elektromagnetické záření všech délek včetně nebezpečného rentgenového záření a záření gama a spalujícího infračerveného záření. Záření dopadnuvší na okolní předměty zvyšuje jejich teplotu až ke vznícení nebo roztavení. Následuje rázová vlna, tedy tlaková vlna šířící se v atmosféře, obecně v prostředí. Boří okolní domy, trhá stromy, odnáší i velké předměty. Následně se do okolí rozptýlí produkty jaderného štěpení, tedy rozmanité látky, které radioaktivně zamoří okolí.

## Rozdělení jaderných výbuchů
- pozemní (oblak tvaru hřibu tmavé barvy, svítící oblast má tvar polokoule)
- podzemní (tmavý oblak nemá typický tvar hřibu, svítící oblast není vidět, vzniká silně kontaminovaný kráter)
- vzdušný (světlý oblak, noha hřibu není spojena s vrcholem oblaku, svítící oblast má tvar koule, nejnižší kontaminace)
- návodní (oblak tvaru hřibu světlé barvy, svítící oblast má tvar polokoule)
- podvodní (světlý oblak nemá typický tvar hřibu, svítící oblast není vidět)